# Niphogeton stricta
Niphogeton stricta là một loài thực vật có hoa trong họ Hoa tán. Loài này được (H. Wolff) Mathias & Constance mô tả khoa học đầu tiên năm 1951.